# Fruitadens
Fruitadens é um gênero de dinossauro da família Heterodontosauridae, do Jurássico Superior mais especificamente há 150 milhões de anos no território que hoje forma a América do Norte, tendo cerca de 70 centímetros de comprimento, próximo a 800 gramas de peso. Há uma única espécie descrita para o gênero Fruitadens haagarorum.

## Alimentação
Ele provavelmente era onívoro, mas ainda há especulações de que ele fosse herbívoro. Essas especulações já foram quase que totalmente descartadas, ao passo que ele tinha dentes de carnívoro na frontal da sua mandíbula, assim como de herbívoro, na parte traseira e apresentava também um peculiar bico. Segundo a teoria mais aceita é que o Fruitadens comia folhas, frutos e pequenos lagartos que capturava com  suas garras.

## Anatomia
Ele tinha olhos na parte frontal das laterais do corpo não tendo visão binocular, mas não tão nas laterais quanto os outros herbívoros, alcançando um meio-termo. O Fruitadens corria sobre duas patas tendo o fêmur, maior que a tíbia, sugerindo que ele alcançava grandes velocidades, provavelmente ultrapassando os 40 km/h. Sua grande cauda ajudava-o no quesito de equilíbrio facilitando as grandes velocidades.
Ele tinha provavelmente penugem e acima das vértebras tinhas penas semelhantes a fibras capilares.

## Predadores
Seus predadores eram muitos, por que seu tamanho desavantajado o deixava a mercê de predadores que buscavam come-lo como o Alossauro e o Ceratossauro, até lagartos e aranhas podiam representar riscos para ele.